# Cartan-Unteralgebra
In der Mathematik, speziell in der Theorie der Lie-Algebren, werden Cartan-Unteralgebren unter anderem in der Klassifikation der halbeinfachen Lie-Algebren und in der Theorie der symmetrischen Räume verwendet. Der Rang einer Lie-Algebra (oder der zugehörigen Lie-Gruppe) ist definiert als die Dimension der Cartan-Unteralgebra. Ein Beispiel einer Cartan-Unteralgebra ist die Algebra der Diagonalmatrizen.

## Definition
Es sei {\displaystyle {\mathfrak {g}}} eine Lie-Algebra. Eine Unteralgebra {\displaystyle {\mathfrak {a}}\subset {\mathfrak {g}}} ist eine Cartan-Unteralgebra, wenn sie nilpotent und selbstnormalisierend ist, das heißt, wenn
- {\displaystyle \underbrace {[{\mathfrak {a}},[{\mathfrak {a}},[\dotsb ,[{\mathfrak {a}},{\mathfrak {a}}} _{n}]\dotsb ]]]=0}  für ein {\displaystyle n\in \mathbb {N} } und
- {\displaystyle \forall Y\not \in {\mathfrak {a}}\ \exists X\in {\mathfrak {a}}:\ \left[X,Y\right]\not \in {\mathfrak {a}}}

gilt.

## Beispiele
Eine Cartan-Unteralgebra von
{\displaystyle {\mathfrak {g}}={\mathfrak {sl}}(n,\mathbb {C} )=\left\{A\in \mathrm {Mat} (n,\mathbb {C} ):\mathrm {Spur} (A)=0\right\}}
ist die Algebra der Diagonalmatrizen
{\displaystyle {\mathfrak {a}}_{0}=\left\{\mathrm {diag} (\lambda _{1},\ldots ,\lambda _{n}):\lambda _{1}+\ldots +\lambda _{n}=0\right\}}.
Jede Cartan-Unteralgebra {\displaystyle {\mathfrak {a}}\subset {\mathfrak {sl}}(n,\mathbb {C} )} ist zu {\displaystyle {\mathfrak {a}}_{0}} konjugiert.
Dagegen hat {\displaystyle {\mathfrak {sl}}(2,\mathbb {R} )} zwei nicht-konjugierte Cartan-Unteralgebren, nämlich
{\displaystyle {\mathfrak {a}}_{1}=\mathbb {R} \left({\begin{array}{cc}1&0\\0&-1\end{array}}\right)}
und
{\displaystyle {\mathfrak {a}}_{2}=\mathbb {R} \left({\begin{array}{cc}0&1\\1&0\end{array}}\right)}.

## Existenz und Eindeutigkeit
Eine endlich-dimensionale Lie-Algebra über einem unendlichen Körper besitzt stets eine Cartan-Unteralgebra.
Für eine endlich-dimensionale Lie-Algebra über einem Körper mit Charakteristik {\displaystyle 0} gilt, dass alle Cartan-Unteralgebren dieselbe Dimension haben.
Für eine endlich-dimensionale Lie-Algebra über einem algebraisch abgeschlossenen Körper sind alle Cartan-Unteralgebren zueinander konjugiert, und zwar unter der Gruppe, welche von den Automorphismen {\displaystyle \exp(\mathrm {ad} (X))} erzeugt wird (für {\displaystyle X} in der Lie-Algebra und {\displaystyle \mathrm {ad} (X)} nilpotent).

## Eigenschaften
Wenn {\displaystyle {\mathfrak {g}}} eine halbeinfache Lie-Algebra über einem algebraisch abgeschlossenen Körper ist, dann ist jede Cartan-Unteralgebra {\displaystyle {\mathfrak {a}}\subset {\mathfrak {g}}} abelsch und die Einschränkung der adjungierten Darstellung {\displaystyle \mathrm {ad} \colon {\mathfrak {g}}\to {\mathfrak {gl}}({\mathfrak {g}})} auf {\displaystyle {\mathfrak {a}}} ist simultan diagonalisierbar mit {\displaystyle {\mathfrak {a}}} als Eigenraum zum Gewicht {\displaystyle 0}. Das heißt, es gibt eine Zerlegung
{\displaystyle {\mathfrak {g}}={\mathfrak {a}}\oplus \bigoplus _{\alpha \in {\mathfrak {a}}^{*}}{\mathfrak {g}}_{\alpha }}
mit
{\displaystyle \mathrm {ad} (X)(Y)=\left[X,Y\right]=\alpha (X)Y\quad \forall X\in {\mathfrak {a}},Y\in {\mathfrak {g}}_{\alpha }}
und
{\displaystyle {\mathfrak {g}}_{\alpha }\not =0\Longrightarrow \alpha (X)\not =0\quad \forall X\in {\mathfrak {a}}}.
Im Beispiel 
{\displaystyle {\mathfrak {g}}={\mathfrak {sl}}(n,\mathbb {C} )=\left\{A\in \mathrm {Mat} (n,\mathbb {C} ):\mathrm {Spur} (A)=0\right\},}
{\displaystyle {\mathfrak {a}}=\left\{\mathrm {diag} (\lambda _{1},\ldots ,\lambda _{n}):\lambda _{1}+\ldots +\lambda _{n}=0\right\}}
ist, wenn {\displaystyle e_{ij}} die Elementarmatrix mit Eintrag {\displaystyle 1} an der Stelle {\displaystyle (i,j)} und Einträgen {\displaystyle 0} sonst bezeichnet
{\displaystyle {\mathfrak {g}}={\mathfrak {a}}\oplus \bigoplus _{i\not =j}\mathbb {C} e_{ij}={\mathfrak {a}}\oplus \bigoplus _{\alpha \in {\mathfrak {a}}^{*}}{\mathfrak {g}}_{\alpha }}
mit {\displaystyle \mathbb {C} e_{ij}={\mathfrak {g}}_{\alpha }} für
{\displaystyle \alpha (\lambda _{1},\ldots ,\lambda _{n})=\lambda _{i}-\lambda _{j}}.